# Leahy (groupe)
Pour les articles homonymes, voir Leahy.
Leahy est un groupe canadien de musique folk créé au début des années 1980 sous le nom The Leahy Family.

## Les membres
Tous les membres de la bande sont frères et sœurs et jouent pour la plupart de plus d'un instrument, en plus de faire de la step dance. Chaque membre occupe un rôle principal au sein du groupe. 
- Donnell Leahy : fiddle
- Erin Leahy : piano, guitare, violon, mandoline, chant, basse
- Angus Leahy : fiddle
- Maria Leahy : guitare, banjo, chant
- Siobheann Donohue (née Leahy) : basse, chant, fiddle
- Doug Leahy : fiddle
- Denise Flack (née Leahy) : chant
- Frank Leahy : drums

Trois sœurs ne sont pas actuellement actives dans les tournées du groupe :
- Agnes Enright (née Leahy) : claviers, gigueuse, chant
- Chrissie Quigley (née Leahy) : claviers
- Julie Leahy : chant

Donnell Leahy est marié à la joueuse de fiddle du Cap-Breton Natalie MacMaster (en) et Frank Leahy est marié à la championne de gigue Chanda Gibson.
En 2008, Donnell Leahy et son épouse Natalie MacMaster ont reçu un diplôme de doctorat honoris causa de l'Université Trent.